# Солнечное затмение 26 декабря 2019 года
Солнечное затмение 26 декабря 2019 года — кольцеобразное солнечное затмение 132 сароса, максимальную фазу которого можно было наблюдать на Аравийском полуострове, в Индии и Юго-Восточной Азии.
Это солнечное затмение представляет собой повторение через сарос кольцеобразного солнечного затмения 14 декабря 2001 года. Следующее затмение данного сароса произойдёт 5 января 2038 года.
Следующее кольцеобразное затмение состоялось 21 июня 2020 года.

## Обстоятельства видимости затмения

Анимация затмения

Полоса кольцеобразной фазы началась на территории Саудовской Аравии вблизи побережья Персидского залива в точке с координатами примерно 48º восточной долготы и 25º северной широты. Оттуда полоса пошла на юго-восток через территории Объединённых Арабских Эмиратов и Омана, затем по акватории Аравийского моря, далее по югу Индии и северной оконечности Шри-Ланки, а затем через Суматру, Сингапур и Калимантан. Наибольшая фаза затмения наступила недалеко от Сингапура в точке с координатами 1º северной широты и 102,3º восточной долготы. После Калимантана полоса кольцеобразной фазы, следуя уже на северо-восток, прошла по южной оконечности Филиппинских островов и вышла в акваторию Тихого океана, где и закончилась в точке с координатами примерно 160º восточной долготы и 19º северной широты. Частные фазы затмения были видны почти во всей зарубежной Азии (кроме западной части Турции), в бывшем СССР (Закавказье, Средняя Азия, Казахстан, большая часть Северного Кавказа, Нижнее Поволжье, Южный Урал, юг Сибири и Дальнего Востока), на крайнем востоке Африки, в северной и западной частях Австралии, в северной части Индийского и западной части Тихого океана.
Основные населённые пункты, где можно было наблюдать кольцеобразное затмение:
| Населённый пункт | Время UTC | Η     | Длительность |
| Эль-Хуфуф        | 03:36:06  | 1,4°  | 2 м 55 с     |
| Эль-Вакра        | 03:36:34  | 3,2°  | 1 м 23 с     |
| Рувайс           | 03:36:32  | 4,6°  | 2 м 56 с     |
| Мангалур         | 03:55:17  | 31,9° | 2 м 30 с     |
| Каннур           | 03:56:21  | 33,1° | 3 м 2 с      |
| Кожикоде         | 03:57:13  | 34,0° | 1 м 22 с     |
| Коимбатур        | 03:59:16  | 35,5° | 3 м 4 с      |
| Диндуккал        | 04:01:20  | 37,0° | 2 м 55 с     |
| Тируччираппалли  | 04:02:30  | 37,5° | 1 м 58 с     |
| Джафна           | 04:05:32  | 39,8° | 3 м 12 с     |
| Тринкомали       | 04:08:29  | 41,9° | 2 м 52 с     |
| Сингапур         | 05:23:44  | 64,9° | 2 м 7 с      |
| Батам            | 05:24:30  | 65,0° | 3 м 6 с      |
| Синкаванг        | 05:42:54  | 61,9° | 3 м 38 с     |
| Сериан           | 05:48:28  | 60,1° | 3 м 28 с     |

## Фотогалерея
Кольцеобразное затмение

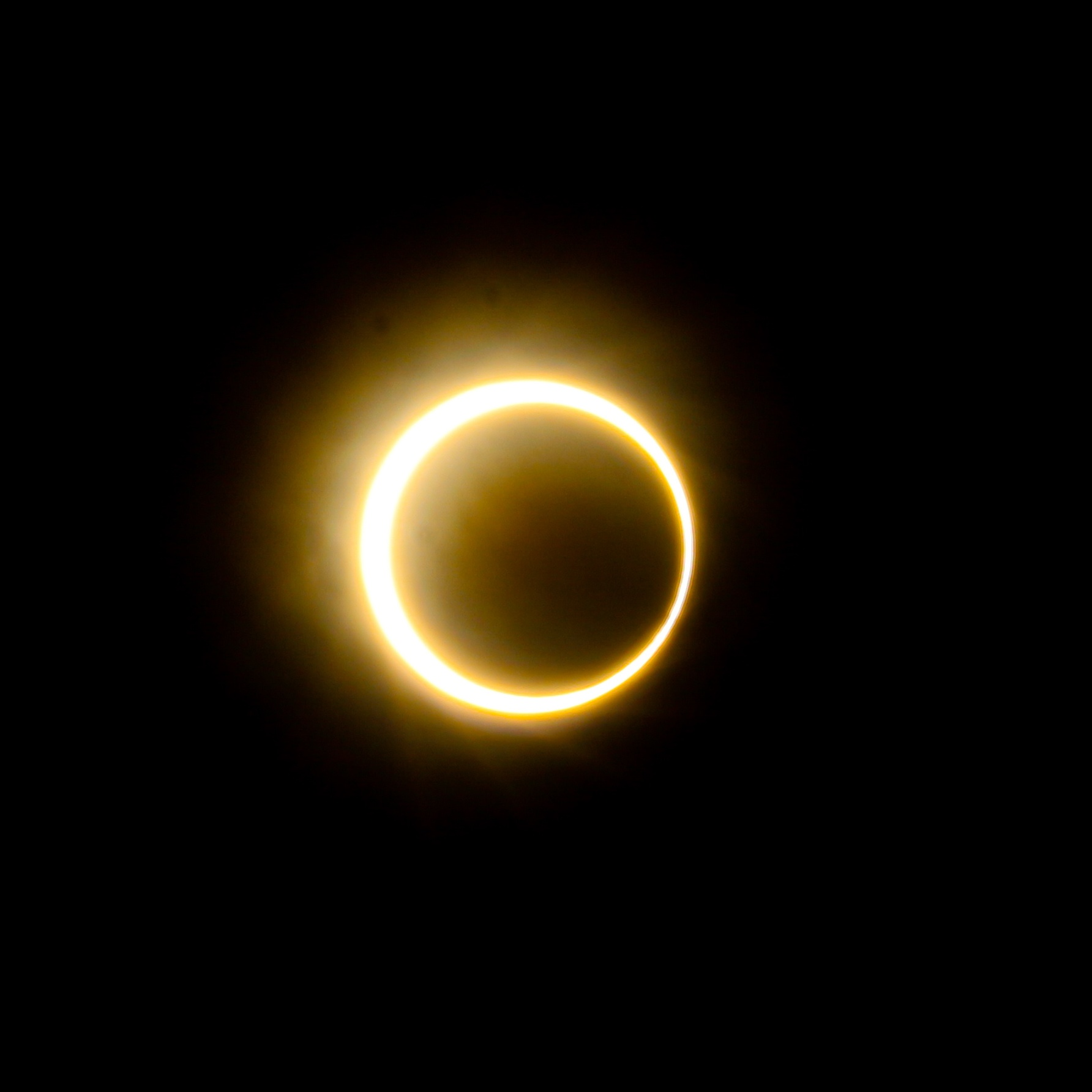
Затмение в Мангалуре, Индия в 9:46 (UTC+5:30)
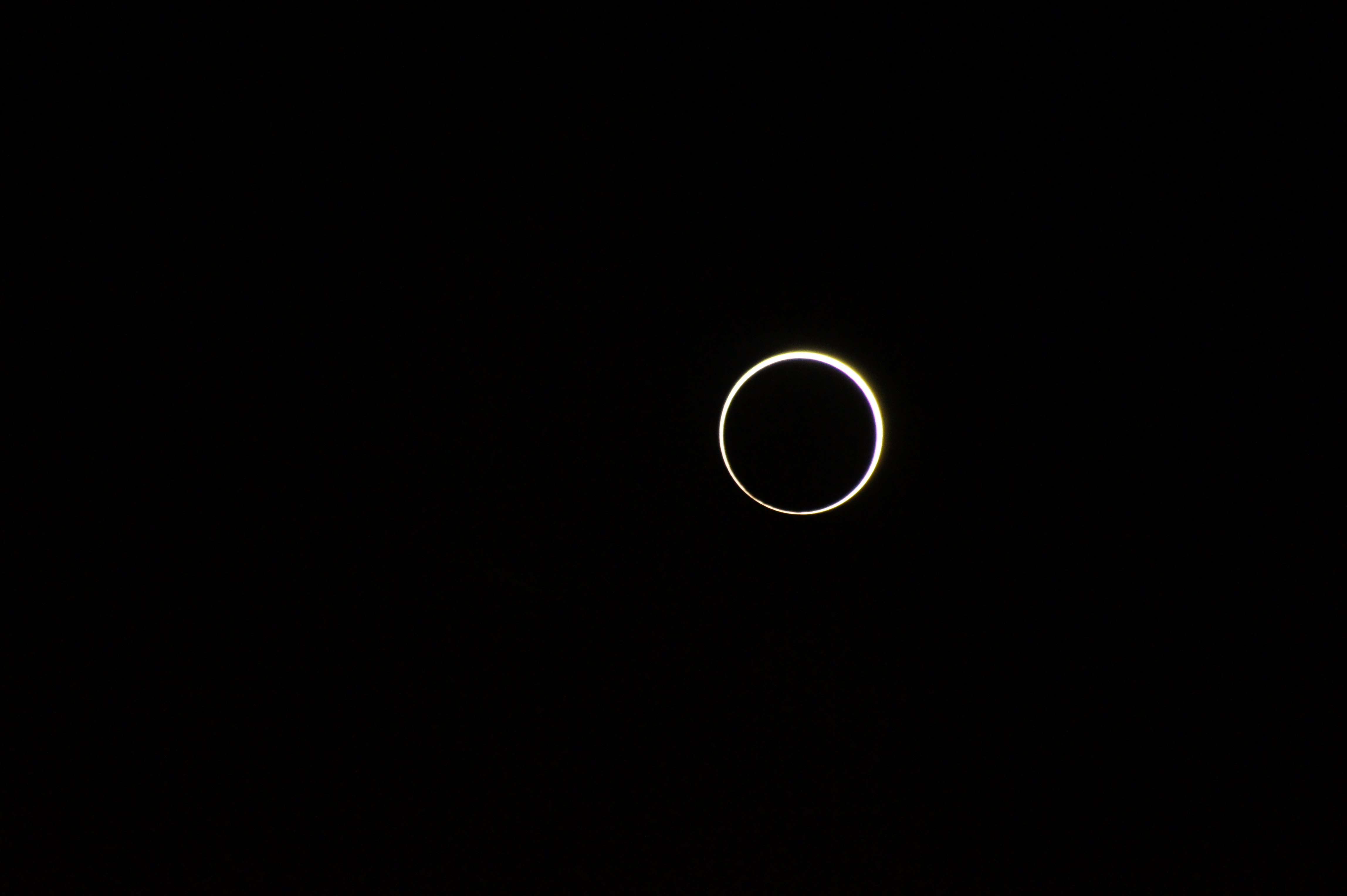
Затмение в Марина-Бэй, Сингапур в 13:19 (UTC+8)
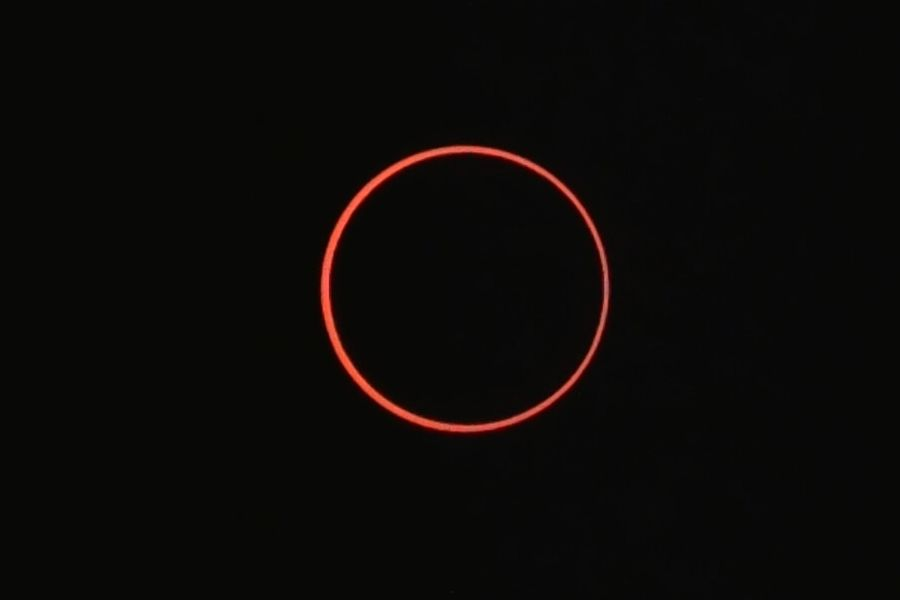
Затмение на Гуаме в 16:56 (UTC+10)

частное затмение

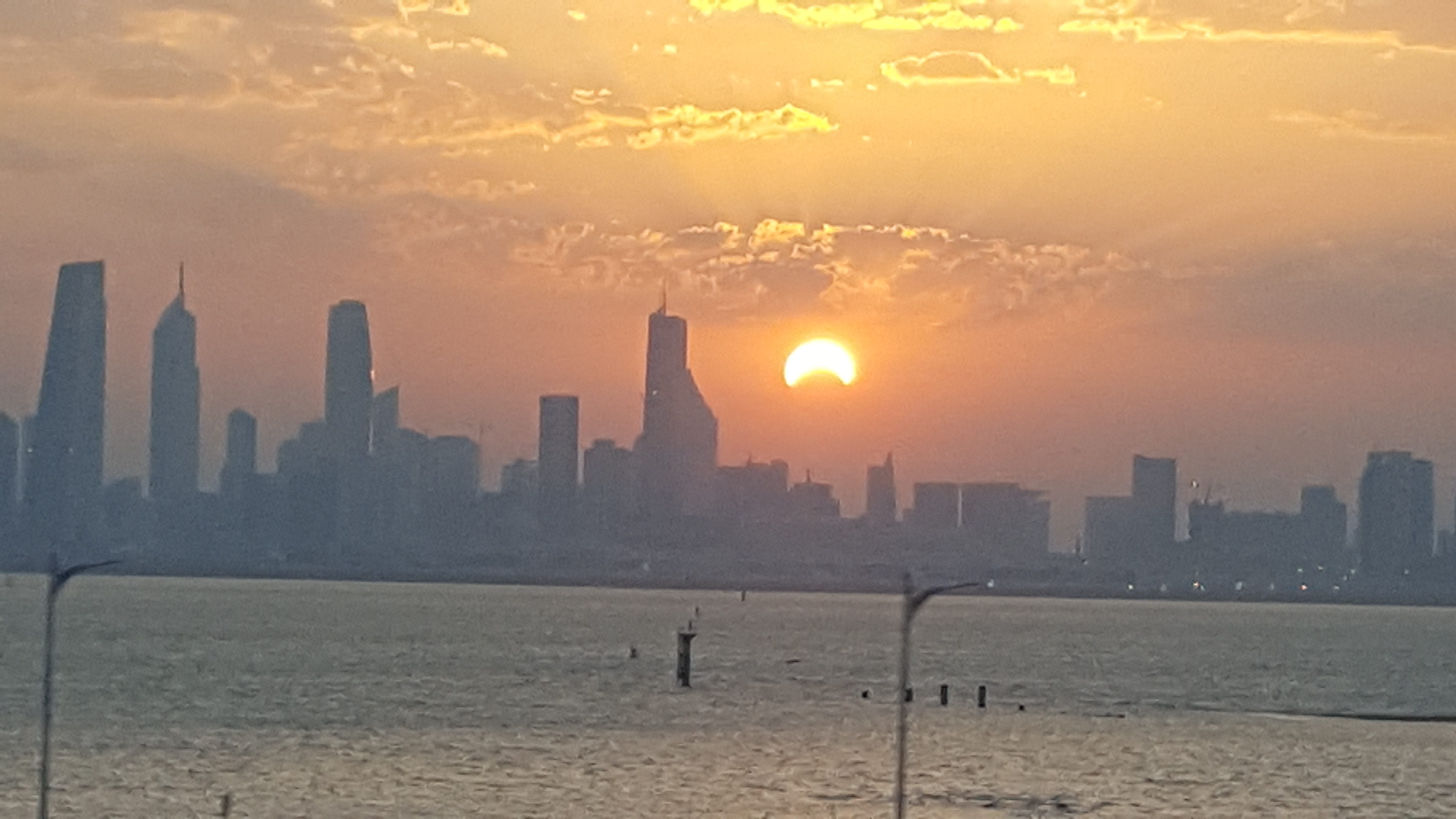
Затмение в Кувейте в 6:52 (UTC+3)
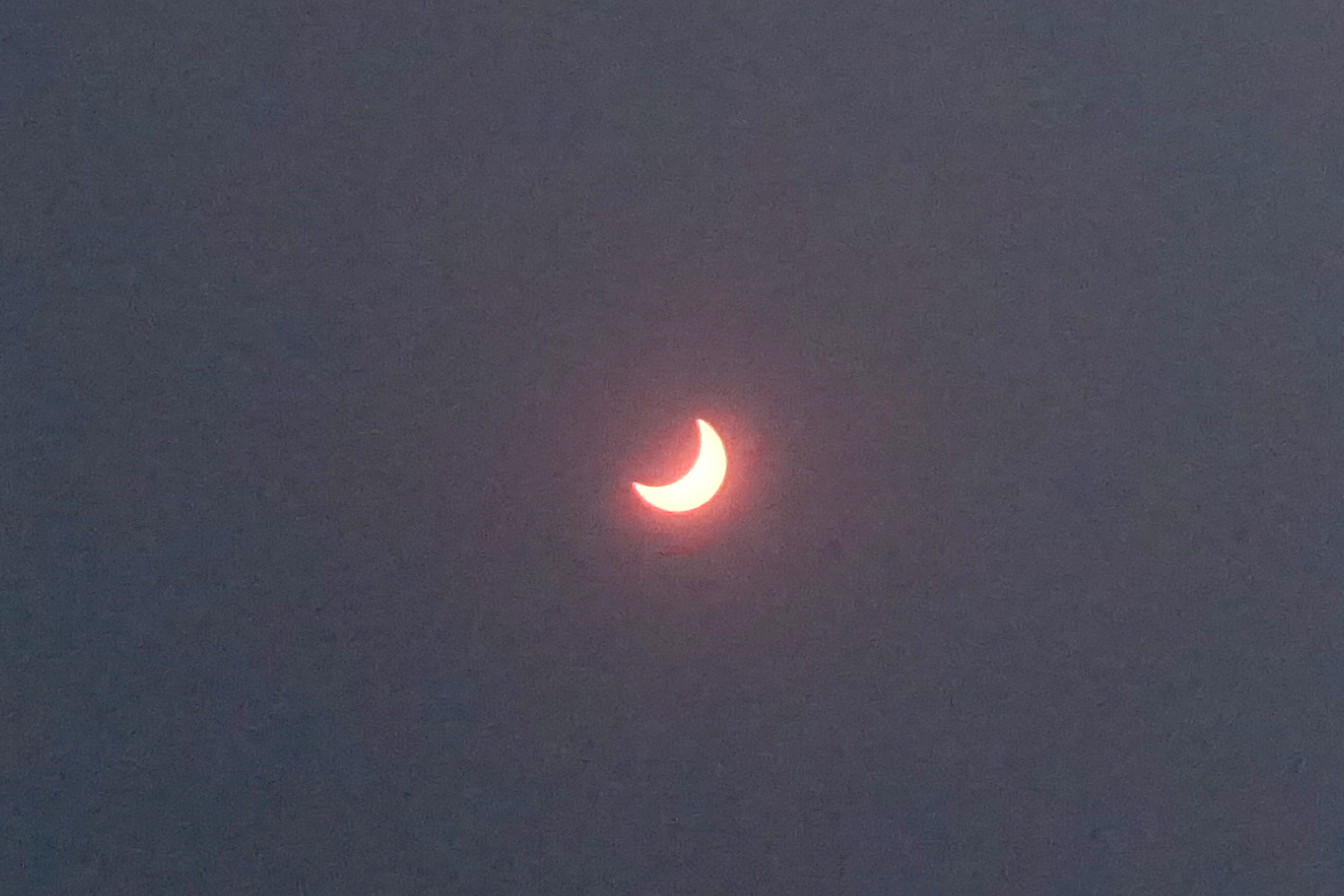
Затмение в Джакарте, Индонезия в 12:18 (UTC+7)
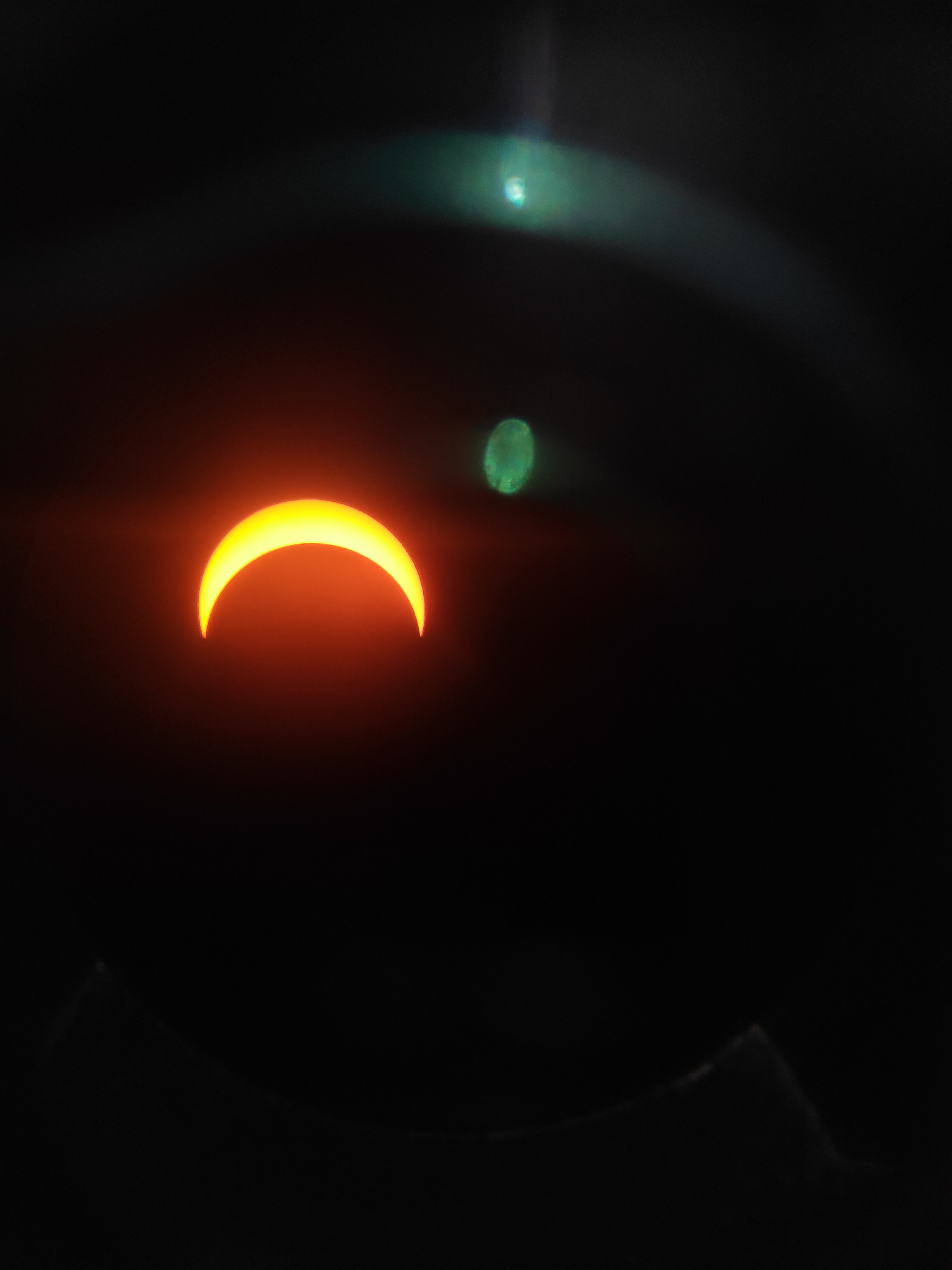
Затмение в Малайзии (UTC+8)
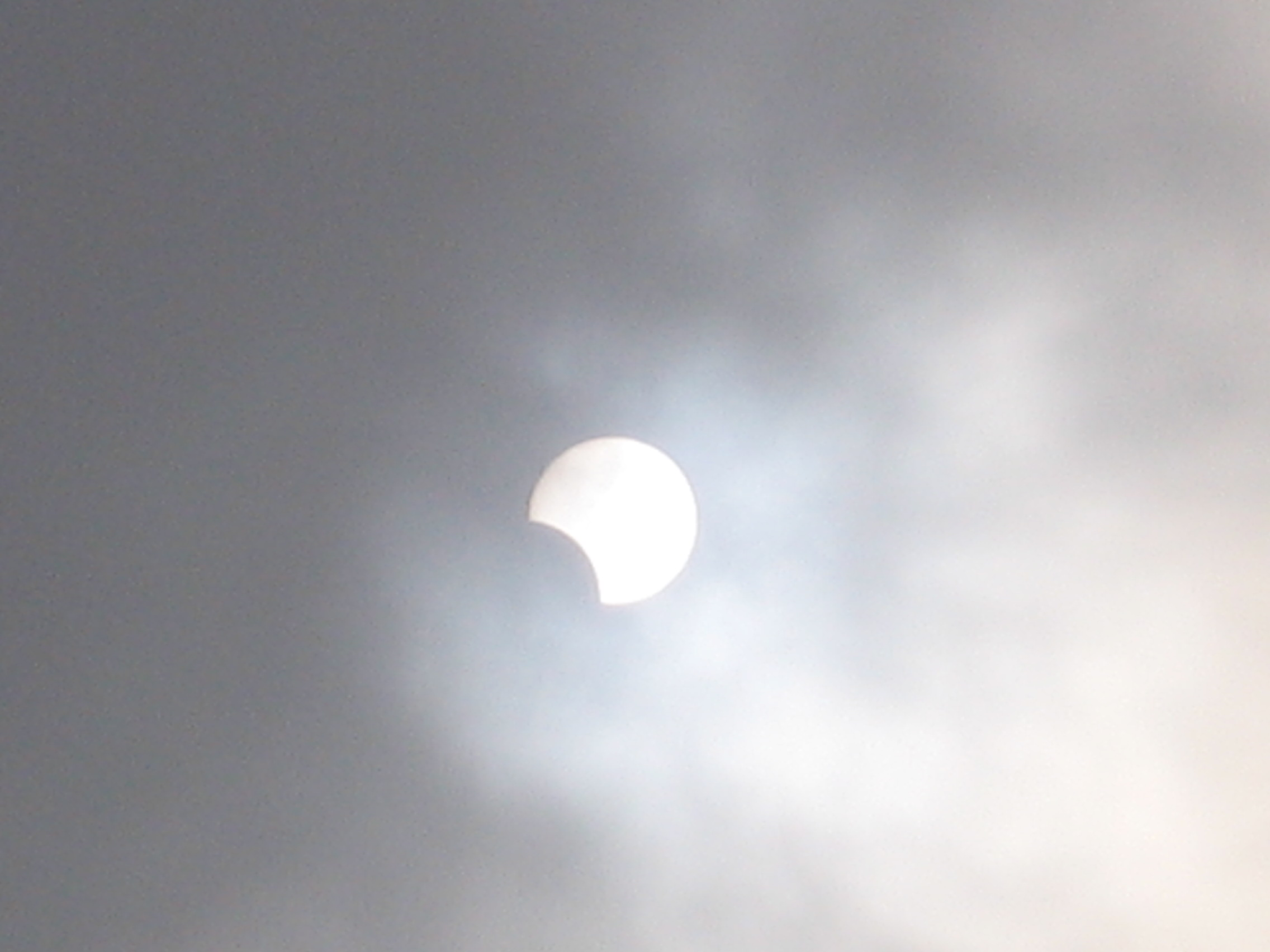
Затмение в г. Хэфэй, Китай в 14:17 (UTC+8)